# Musée d'Art et d'Histoire de Cholet
Pour les articles homonymes, voir Musée d'art et d'histoire.
 (octobre 2015).
Si vous disposez d'ouvrages ou d'articles de référence ou si vous connaissez des sites web de qualité traitant du thème abordé ici, merci de compléter l'article en donnant les références utiles à sa vérifiabilité et en les liant à la section « Notes et références ».
Le musée d'Art et d'Histoire de la ville de Cholet présente au public une galerie d'art et un espace muséographique concernant l'histoire régionale des Mauges et de la Vendée.

## Présentation
En 1977, la ville de Cholet décide de créer un musée d'histoire puis, en 1979, un musée d'art reconnus par le ministère de la Culture. Les deux lieux fusionnent en 1993 dans un nouveau bâtiment, le musée d'Art et d'Histoire.

## Les beaux-arts
La galerie d'art permet de découvrir des œuvres des XVIIIe et XIXe siècles, illustrant différents thèmes (mythologiques, religieux, paysages et portraits) de peintres célèbres tels que Giovanni Battista Salvi dit Il Sassoferrato, Frère Luc, Bon Boullogne, Antoine Coypel, Nicolas Bertin, Jean-François de Troy, Charles Antoine Coypel, Charles André van Loo, Pierre Charles Trémolières (nombreuses toiles), Jean-Marc Nattier, Alexandre Roslin, Noël Hallé, Jean-Baptiste Deshays de Colleville, Jean-François Colson, Jean-Honoré Fragonard, Marie-Anne Fragonard, Joseph Ducreux, Philippe-Jacques de Loutherbourg, Horace Vernet, Constant Troyon, Maxime Maufra, Maurice Denis.
L'art moderne et contemporain du XXe siècle est représenté avec des œuvres cubistes d'Albert Gleizes et de Georges Valmier. La seconde moitié du siècle est illustrée par des œuvres de Victor Vasarely, Jean Dewasne, Auguste Herbin, František Kupka, Éliane Thiollier, Jean Legros, Aurélie Nemours et Yves Millecamps.
Les artistes régionaux sont également présents, tels que les peintres Michel Jouët, François Morellet et Pierre Charles Trémolières de Cholet, ainsi que Jean Gorin de la Loire-Atlantique.

## L'Histoire
La galerie d'histoire relate essentiellement les Guerres de Vendée qui, de 1793 à 1796, opposèrent les armées catholiques et royales aux forces républicaines, dans la région des Mauges et la Vendée, notamment la bataille de Cholet du 17 octobre 1793 et la Virée de Galerne.
Sont présentés un certain nombre de personnages historiques de cette période, tels que Jacques Cathelineau, Louis de Salgues de Lescure, Henri de La Rochejaquelein, François Athanase Charette de La Contrie et Charles de Bonchamps.
Enfin sont également exposés un ensemble d'objets (bibelots, tableaux, documents d'époque) ayant appartenu à la duchesse de Berry.